# Liste der Bauwerke von Zaha Hadid
Die Liste der Werke von Zaha Hadid listet die verwirklichten Bauwerke der Architektin auf.
| Foto |                 | Baujahr                  | Name | Standort                                                              | Beschreibung | Metadaten                                                                                              |
| --- | --------------- | ------------------------ | --- | --------------------------------------------------------------------- | --- | --- |
| ja BW | Datei hochladen | 1987–1994                | Geschäftshaus mit Wohnhochhaus und Wohnhof zur IBA in Berlin-Kreuzberg, Stresemannstraße 109 · Wikidata | Standort                                                              | | P84(Architekt):Zaha Hadid P131(Ort):Friedrichshain-Kreuzberg Region-ISO:DE-BE                          |
| | Datei hochladen | 1990                     | Monsoon Restaurant, Sapporo, Japan · Wikidata                                                           | Koordinaten fehlen! Hilf mit.                                         | | P84(Architekt):Zaha Hadid P131(Ort):Sapporo Region-ISO:JP-01                                           |
| ja | Datei hochladen | 1993                     | Feuerwehrhaus für das Vitra-Werk auf dem Vitra Campus in Weil am Rhein · Wikidata                       | Standort                                                              | → Hauptartikel : Vitra Feuerwehrhaus f1 | P84(Architekt):Zaha Hadid P131(Ort):Weil am Rhein Region-ISO:DE-BW                                     |
| ja | Datei hochladen | 1999                     | LF one: landscape formation one, Pavillon für die Landesgartenschau in Weil am Rhein · Wikidata         | Standort                                                              | → Hauptartikel : Landscape Formation One f1 | P84(Architekt): P131(Ort):Weil am Rhein Region-ISO:DE-BW                                               |
| ja | Datei hochladen | 2001                     | Straßenbahn-Endhaltestelle Hoenheim-Nord und Park+Ride-Platz, Straßburg, · Wikidata                     | Standort                                                              | → Hauptartikel : Bahnhof Hœnheim f1 | P84(Architekt): P131(Ort):Hœnheim Region-ISO:FR-67                                                     |
| ja | Datei hochladen | 2003                     | Bergiselschanze in Innsbruck,                                                                           | Standort                                                              | → Hauptartikel : Bergiselschanze f1 | P84(Architekt):Zaha Hadid P131(Ort):Innsbruck Region-ISO:AT-7                                          |
| ja | Datei hochladen | 2003                     | Rosenthal Center for Contemporary Arts in Cincinnati · Wikidata                                         | Standort                                                              | | P84(Architekt): P131(Ort):Cincinnati Region-ISO:US-OH                                                  |
| ja | Datei hochladen | 2004                     | Zentralgebäude im BMW-Werk Leipzig · Wikidata                                                           | BMW Allee 1, 04349 Leipzig Standort                                   | | P84(Architekt):Zaha Hadid, Patrik Schumacher, Zaha Hadid Architects P131(Ort):Leipzig Region-ISO:DE-SN |
| ja | Datei hochladen | Fertigstellung 2005      | Erweiterungsbau für das Museum Ordrupgaard in Ordrup (Dänemark) · Wikidata                              | Standort                                                              | | P84(Architekt):Zaha Hadid P131(Ort):Gentofte Kommune Region-ISO:DK-84                                  |
| ja | Datei hochladen | 2005                     | phæno – die Experimentierlandschaft, ein Wissenschaftsmuseum in Wolfsburg · Wikidata                    | Standort                                                              | → Hauptartikel : Phæno f1 | P84(Architekt):Zaha Hadid P131(Ort):Wolfsburg Region-ISO:DE-NI                                         |
| ja | Datei hochladen | 2001–2006                | Bodega Tondia, Haro, Spanien · Wikidata                                                                 | Av Vizcaya, 3 Standort                                                | | P84(Architekt): P131(Ort):Haro Region-ISO:ES-RI                                                        |
| ja | Datei hochladen | 2004 bis 2006            | Zaha-Hadid-Haus, Wien                                                                                   | Spittelauer Lände 10 Standort                                         | Anmerkung: Wohnbau-Anlage Zaha-Hadid-Haus am Wiener Donaukanalufer an der „Spittelauer Lände“ über den Stadtbahnbögen von Otto Wagner. Hadid distanzierte sich von den nachträglichen Änderungen ihres Projekts.        | P84(Architekt):Zaha Hadid Architects, Zaha Hadid P131(Ort):Alsergrund Region-ISO:AT-9                  |
| ja | Datei hochladen | 2006                     | Maggie's Center, Victoria Hospital, Kirkcaldy, Schottland · Wikidata                                    | Standort                                                              | | P84(Architekt): P131(Ort):Fife Region-ISO:GB-FIF                                                       |
| ja | Datei hochladen | 2005 bis 2008            | Hungerburgbahn / Nordkettenbahn, Innsbruck                                                              | Standort                                                              | → Hauptartikel : Hungerburgbahn f1 | P84(Architekt):Zaha Hadid P131(Ort):Innsbruck Region-ISO:AT-7                                          |
| ja | Datei hochladen | 2008                     | Brückenpavillon für die Expo 2008 in Saragossa · Wikidata                                               | Standort                                                              | | P84(Architekt):Zaha Hadid P131(Ort):Saragossa Region-ISO:ES-Z                                          |
| | Datei hochladen | 2008                     | Mobiler Chanel-Pavillon aus glasfaserverstärktem Kunststoff · Wikidata                                  |                                                                       | Mobilie | P84(Architekt):Zaha Hadid P131(Ort):                                                                   |
| ja BW | Datei hochladen | 2010                     | Evelyn Grace Akademie · Wikidata                                                                        | Standort                                                              | | P84(Architekt):Zaha Hadid P131(Ort):London Region-ISO:GB-LBH                                           |
| ja | Datei hochladen | 2010                     | Hochhaus Tour CMA CGM · Wikidata                                                                        | Standort                                                              | Anmerkung: Sitz der französischen Reederei CMA CGM in Marseille | P84(Architekt):Zaha Hadid P131(Ort):Marseille Region-ISO:FR-13                                         |
| ja | Datei hochladen | 2010                     | Sheikh-Zayed-Brücke, Abu Dhabi, VAE · Wikidata                                                          | Standort                                                              | → Hauptartikel : Sheikh-Zayed-Brücke f1 | P84(Architekt):Zaha Hadid P131(Ort):Abu Dhabi Region-ISO:AE                                            |
| ja | Datei hochladen | 2012                     | London Aquatics Centre für die Olympischen Sommerspiele 2012 · Wikidata                                 | Standort                                                              | → Hauptartikel : London Aquatics Centre f1 | P84(Architekt):Zaha Hadid P131(Ort):London Borough of Newham Region-ISO:GB-NWM                         |
| ja | Datei hochladen | 2012                     | Pierres Vives Building · Wikidata                                                                       | Standort                                                              | Anmerkung: Das französische Recht erlaubt keine Fotos dieses Gebäudes vor 2087 | P84(Architekt): P131(Ort):Montpellier Region-ISO:FR-34                                                 |
| ja | Datei hochladen | 2012                     | Maritime Terminal, Salerno · Wikidata                                                                   | Standort                                                              | | P84(Architekt):Zaha Hadid P131(Ort):Salerno Region-ISO:IT-SA                                           |
| ja | Datei hochladen | 2005–2010                | Opernhaus Guangzhou · Wikidata                                                                          | Standort                                                              | → Hauptartikel : Opernhaus Guangzhou f1 | P84(Architekt):Zaha Hadid P131(Ort):Guangzhou Region-ISO:CN-GD                                         |
| ja [[Vorlage:Bilderwunsch/code!/O:MAXXI – Museo nazionale delle arti del XXI secolo!/C:41.92807,12.46648!/D:Kunstmuseum MAXXI (Museo nazionale delle arti del XXI secolo) in Rom Via Guido Reni, 4/a - Roma Außenansicht des MAXXI!/\|BW]] | Datei hochladen | 2009                     | Kunstmuseum MAXXI (Museo nazionale delle arti del XXI secolo) in Rom · Wikidata                         | Via Guido Reni, 4/a - Roma Standort                                   | → Hauptartikel : MAXXI – Museo nazionale delle arti del XXI secolo f1 | P84(Architekt):Zaha Hadid P131(Ort):Roma Capitale Region-ISO:IT-RM                                     |
| ja | Datei hochladen | 2011                     | Riverside Museum, Glasgow · Wikidata                                                                    | 100 Pointhouse Place, Glasgow Standort                                | | P84(Architekt):Zaha Hadid P131(Ort):Glasgow City Region-ISO:GB-GLG                                     |
| BW | Datei hochladen | 2011                     | Capital Hill Residence · Wikidata                                                                       | Standort                                                              | | P84(Architekt):Zaha Hadid P131(Ort):Barvikha Region-ISO:RU                                             |
| ja | Datei hochladen | 2012                     | Galaxy SOHO in Peking, China · Wikidata                                                                 | Standort                                                              | | P84(Architekt):Zaha Hadid P131(Ort):Wangjing Region-ISO:CN-BJ                                          |
| ja | Datei hochladen | 2012                     | Eli and Edytha Broad Art Museum, East Lansing (Michigan), USA; Eröffnung November · Wikidata            | Standort                                                              | | P84(Architekt):Zaha Hadid Architects P131(Ort):East Lansing Region-ISO:US-MI                           |
| ja | Datei hochladen | 2013                     | Bibliothek (Library and Learning Center) des Campus der Wirtschaftsuniversität (WU), Wien,              | Welthandelsplatz 1, Gebäude LC, 1020 Wien Standort                    | → Hauptartikel : Universitätsbibliothek der Wirtschaftsuniversität Wien f1 | P84(Architekt): P131(Ort):Wien Region-ISO:AT-9                                                         |
| ja | Datei hochladen | 2013                     | Innovation Tower der Hong Kong Polytechnic University, Hongkong, · Wikidata                             | Standort                                                              | → Hauptartikel : Innovation Tower f1 | P84(Architekt):Zaha Hadid P131(Ort):Yau Tsim Mong Region-ISO:HK                                        |
| ja | Datei hochladen |                          | Serpentine Sackler Galerie · Wikidata                                                                   | Serpentine North Gallery, West Carriage Drive, London W2 2AR Standort | | P84(Architekt): P131(Ort):City of Westminster Region-ISO:GB-WSM                                        |
| ja | Datei hochladen | 2013                     | Technikum III des Fraunhofer-Instituts für Silicatforschung Würzburg · Wikidata                         | Standort                                                              | | P84(Architekt):Zaha Hadid Architects P131(Ort):Würzburg Region-ISO:DE-BY                               |
| ja | Datei hochladen | 2014                     | Heydar-Aliyev-Zentrum, Baku, Aserbaidschan · Wikidata                                                   | via Niyazi 5 Standort                                                 | → Hauptartikel : Heydər Əliyev Merkezi f1 | P84(Architekt):Zaha Hadid Architects, Zaha Hadid P131(Ort):Baku Region-ISO:AZ-BA                       |
| ja | Datei hochladen | Eröffnung März 2014      | Dongdaemun Design Plaza, Dongdaemun-gu, Südkorea · Wikidata                                             | Standort                                                              | → Hauptartikel : Dongdaemun History & Culture Park f1 | P84(Architekt):Zaha Hadid P131(Ort):Seoul Region-ISO:KR-11                                             |
| ja BW | Datei hochladen | Einweihung 2014          | Messehalle 3A der NürnbergMesse · Wikidata                                                              | Standort                                                              | | P84(Architekt):Zaha Hadid P131(Ort):Nürnberg Region-ISO:DE-BY                                          |
| ja BW | Datei hochladen | 2015                     | Investcorp Gebäude, Oxford, England · Wikidata                                                          | Standort                                                              | | P84(Architekt):Zaha Hadid P131(Ort):Oxford Region-ISO:GB-OXF                                           |
| ja | Datei hochladen | Juli 2015                | MMM Corones, Südtirol, 6. Museum des Messner Mountain Museumsverbands · Wikidata                        | Plan De Corones 1, 39030 Marebbe/enneberg Standort                    | | P84(Architekt):Zaha Hadid P131(Ort):Enneberg Region-ISO:IT-BZ                                          |
| ja | Datei hochladen | 2015                     | Youth Olympics Center Tower 1, Nanjing · Wikidata                                                       | Standort                                                              | → Hauptartikel : Nanjing International Youth Cultural Centre f1 | P84(Architekt):Zaha Hadid P131(Ort):Nanjing Region-ISO:CN-JS                                           |
| ja | Datei hochladen | 2015                     | Dominion Tower, Moskau · Wikidata                                                                       | Standort                                                              | | P84(Architekt):Zaha Hadid P131(Ort):Moskau Region-ISO:RU-MOW                                           |
| ja | Datei hochladen | 2016                     | Port House/Havenhuis, Antwerpen · Wikidata                                                              | Zaha Hadidplein 1 Standort                                            | → Hauptartikel : Port House Antwerpen f1 | P84(Architekt):Zaha Hadid, Emiel van Averbeke P131(Ort):Antwerpen Region-ISO:BE-VAN                    |
| ja BW | Datei hochladen | 2016                     | Uferpromenade und Hochwasserschutzanlage Niederhafen, Hamburg · Wikidata                                | Standort                                                              | → Hauptartikel : Jan-Fedder-Promenade f1 | P84(Architekt): P131(Ort):Hamburg Region-ISO:DE-HH                                                     |
| BW | Datei hochladen | 2017                     | King Abdullah Petroleum Studies and Research Center, Riad, Saudi-Arabien · Wikidata                     | Standort                                                              | | P84(Architekt): P131(Ort):Riad Region-ISO:SA-01                                                        |
| ja | Datei hochladen | 2014–2017                | 520 West 28th Street, New York City · Wikidata                                                          | Standort                                                              | | P84(Architekt):Zaha Hadid P131(Ort):Manhattan Region-ISO:US-NY                                         |
| ja | Datei hochladen | Dezember 2017            | Verwaltungsgebäude für Generali, Mailand · Wikidata                                                     | Standort                                                              | Anmerkung: (Torre Generali, Torre Hadid oder Torre Storto). Auf dem alten Messegelände (FieraMilanoCity) (Wohn- und Geschäftsviertel CityLife) wurden insgesamt drei Hochhäuser von Hadid, Libeskind, Isozaki errichtet | P84(Architekt):Zaha Hadid P131(Ort):Mailand Region-ISO:IT-MI                                           |
| ja | Datei hochladen |                          | 1000 Museum, Miami, Florida · Wikidata                                                                  | Standort                                                              | | P84(Architekt):Zaha Hadid Architects P131(Ort):Miami Region-ISO:US-FL                                  |
| ja | Datei hochladen | 2019–2023                | The Henderson, Hongkong · Wikidata                                                                      | Standort                                                              | | P84(Architekt):Zaha Hadid P131(Ort):Central and Western Region-ISO:CN-HK                               |
| ja | Datei hochladen | 2020                     | Argos, Graz                                                                                             | Standort                                                              | Anmerkung: An der Stelle des Kommodhauses. Um den Abriss des Biedermeierhauses mit dem beliebten Lokal „Kommod“ 2003 gab es Bürgerproteste.                                                                             | P84(Architekt): P131(Ort):Graz Region-ISO:AT-6                                                         |
| ja | Datei hochladen | Eröffnung September 2019 | Beijing New International Airport · Wikidata                                                            | Standort                                                              | Anmerkung: gemeinsam mit ADP Ingénierie | P84(Architekt):Norman Foster, Zaha Hadid Architects P131(Ort):Lixian Region-ISO:CN-HE                  |
| BW | Datei hochladen | 2020                     | The Opus, ME Hotel, Dubai, VAE · Wikidata                                                               | Standort                                                              | | P84(Architekt): P131(Ort):Dubai Region-ISO:AE-DU                                                       |
| ja | Datei hochladen | 2016–2024                | Sky Park Residence Bratislava · Wikidata                                                                | Standort                                                              | | P84(Architekt): P131(Ort):Staré Mesto Region-ISO:SK-BL                                                 |
| ja [[Vorlage:Bilderwunsch/code!/O:Bahnhof Neapel-Afragola!/C:40.931389,14.331111!/D:Bahnhof Neapel-Afragola Via Arena snc Außenansicht!/\|BW]]                                                                                             | Datei hochladen | in Betrieb seit 2017     | Bahnhof Neapel-Afragola · Wikidata                                                                      | Via Arena snc Standort                                                | → Hauptartikel : Bahnhof Neapel-Afragola f1 | P84(Architekt):Zaha Hadid P131(Ort):Afragola Region-ISO:IT-NA                                          |
| ja | Datei hochladen | 2004 -                   | Bahnhof und Hauptsitz von Euskotren in Durango (Spanien) · Wikidata                                     | Standort                                                              | | P84(Architekt):Zaha Hadid P131(Ort):Durango Region-ISO:ES-BI                                           |
| ja | Datei hochladen | 2014 -                   | Großes Theater, Rabat · Wikidata                                                                        | Standort                                                              | → Hauptartikel : Grand Théatre de Rabat f1 | P84(Architekt):Zaha Hadid P131(Ort):Rabat Region-ISO:MA-RAB                                            |
| BW | Datei hochladen | 2014 – 2022              | Beeah Hauptsitz, Sharjah, VAE · Wikidata                                                                | Standort                                                              | | P84(Architekt):Zaha Hadid P131(Ort):Dubai Region-ISO:AE-SH                                             |
| ja | Datei hochladen | 2018 -                   | Zentralbank von Irak, Bagdad · Wikidata                                                                 | Standort                                                              | | P84(Architekt):Zaha Hadid P131(Ort):Bagdad Region-ISO:IQ-BG                                            |

- Karte mit allen Koordinaten:
- OSM |
- WikiMap